# Nébias

Nébias este o comună în departamentul Aude din sudul Franței. În 1 ianuarie 2022 avea o populație de 257 de locuitori.